# Philodromus bonneti
Philodromus bonneti là một loài nhện trong họ Philodromidae.
Loài này thuộc chi Philodromus. Philodromus bonneti được miêu tả năm 1968 bởi Karol.